# Jochen Vogel

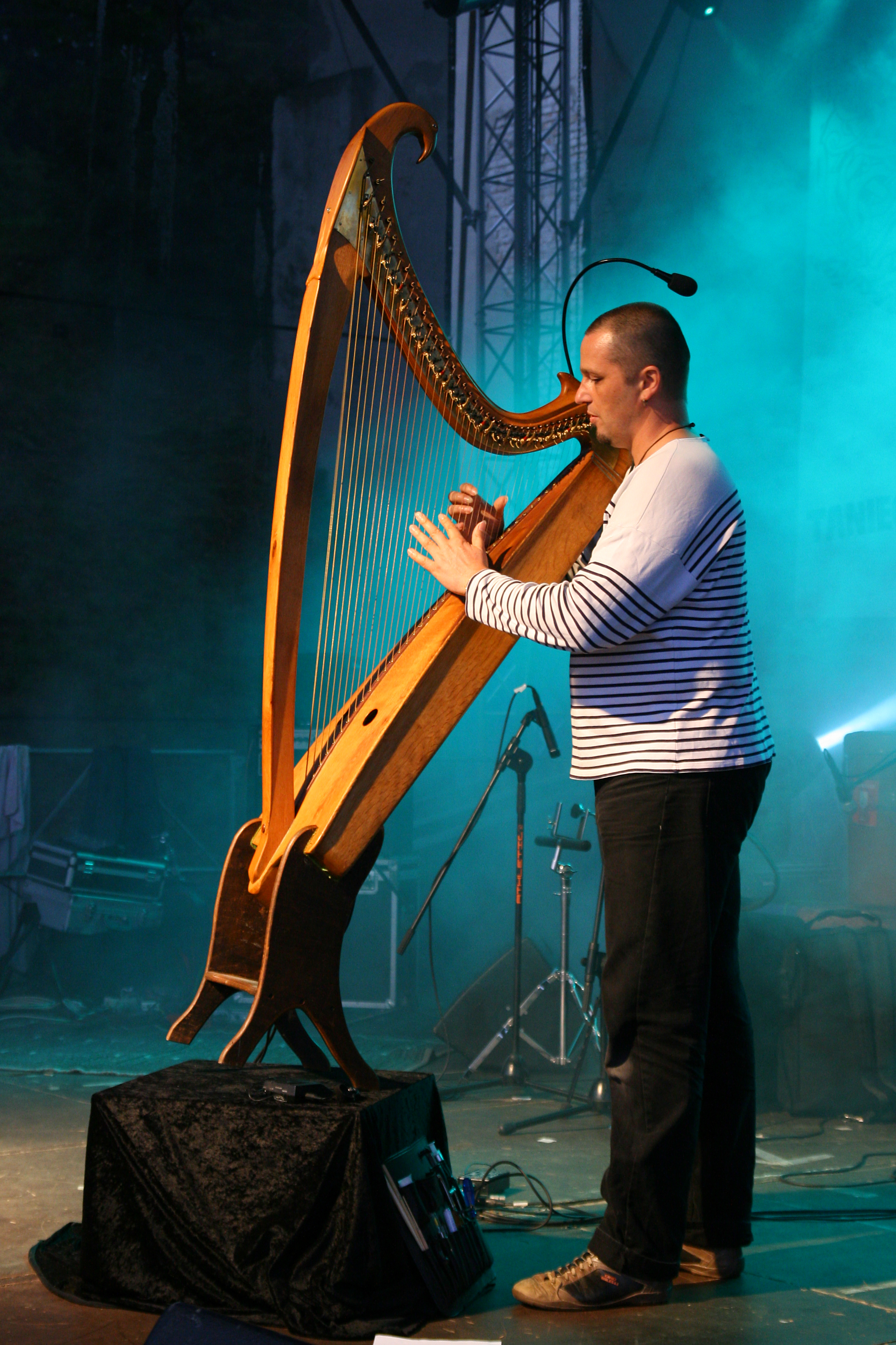
Jochen Vogel in Będzin, 2009

Jochen Vogel (* 31. Mai 1964 in Schüttorf) ist ein deutscher Harfenist, der sich auf die Clàrsach, die irische Metallsaitenharfe, spezialisiert hat.

## Leben
Nachdem er in seiner Kindheit und Jugend auf verschiedenen Instrumenten musikalische Erfahrungen gesammelt hatte, baute sich Jochen Vogel 1984 seine erste Cláirseach in einem Baukurs des Deutschen Jugendherbergswerks unter Anleitung des Harfenisten Rüdiger Oppermann.

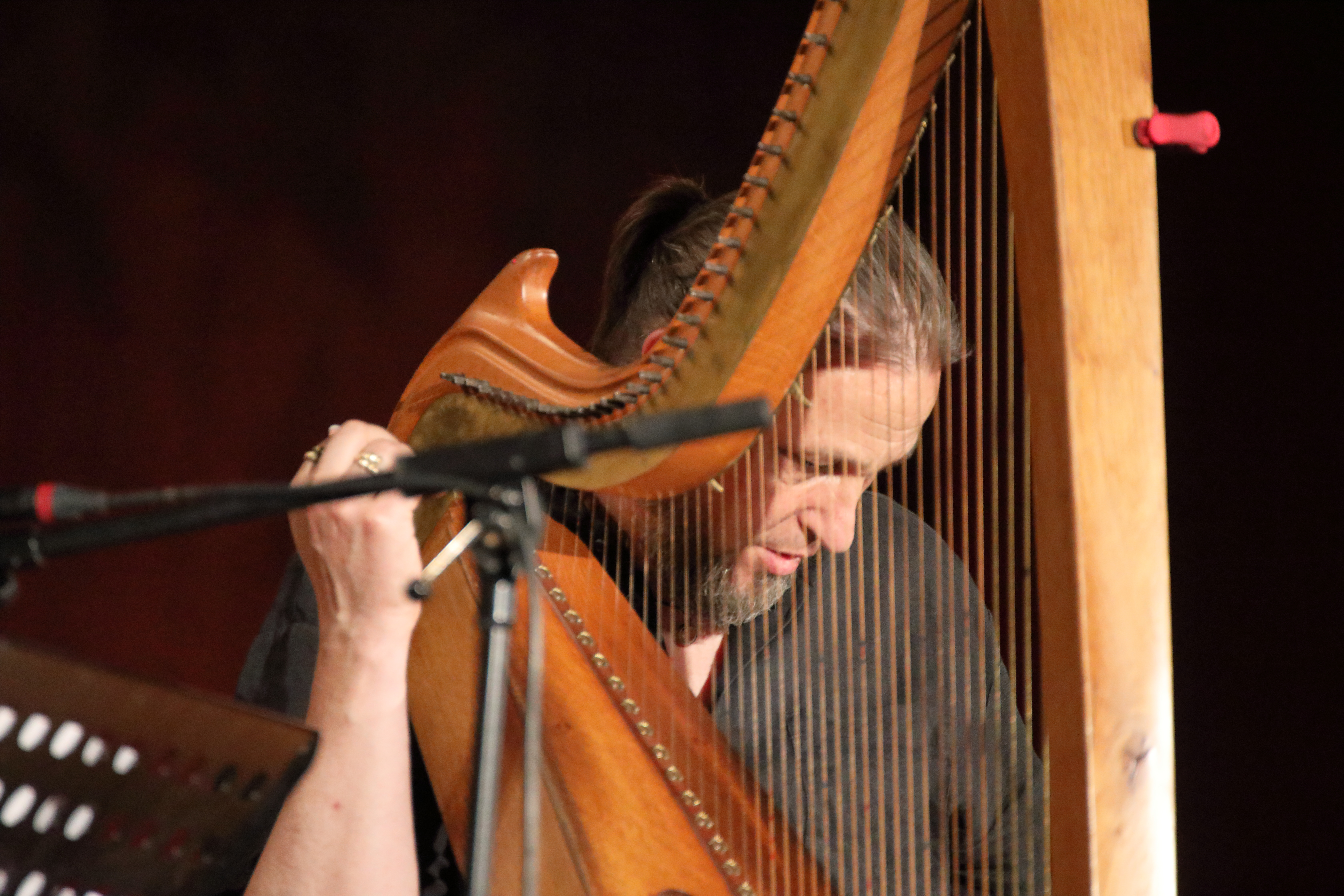
Jochen Vogel mit Supersonusauf dem INNtöne Jazzfestival 2019

Während des Biologiestudiums in Göttingen (1985–1991) reiste er mehrere Male nach Irland und Schottland und besuchte dort Workshops bei verschiedenen Lehrerinnen: Ann Heymann (Cláirseach), Janet Harbison (Irish Harp), Mary Macmaster von The Poozies (Clàrsach) und Deborah Henson-Conant (Jazz), mit der er 1989 auch einige Auftritte in Boston absolvierte. 1986 tat sich Jochen Vogel mit dem Gitarristen Leander Reininghaus zusammen, mit dem er erste improvisatorische und weltmusikalische Experimente unternahm, die nach 1989 in der Band Moka Efti noch intensiviert wurden. 1993 gründete er zusammen mit Ralf Kleemann und Stefan Battige außerdem das improvisierende Harfentrio Trio Modal.
Jochen Vogel arbeitet immer wieder mit namhaften Musikern zusammen. In der Vergangenheit waren das u. a. Charlie Mariano (1997), Thijs van Leer (2002), Fischer-Z (2002), John Kelly und Maite Itoiz (2006), Eda Zari, Claire Hamill (2008), die italienischen Harfenisten Enrico Euron und Vincenzo Zitello (2007–2008), Corrina Hewat und ihr Projekt „Harp Heaven“ (2008) sowie Tato Gomez, der zwei seiner Solo-CDs produzierte und 2002 mit ihm zusammen die CD Feng Shui einspielte.
Jochen Vogel moderierte das „Internationale Harfenfestival 2005“, einen Ableger des seit 1981 in Nordhessen stattfindenden „Harfentreffens“.
Seit 1997 ist Jochen Vogel vorwiegend solistisch tätig. Er lebt in Köln, ist verheiratet und hat zwei Kinder.

## Auszeichnungen
- 1989: 1. Preis für Komposition beim Concours de la Harpe Celtique in Dinan, Bretagne
- 1991: Moka Efti wird Landessieger Nordrhein-Westfalen beim Bundesrockwettbewerb
- 1992: 1. Preis für Improvisation bei den Concours de la Harpe Celtique in Dinan, Bretagne
- 1995: Trio Modal gewinnt den 3. Platz beim Deutschen Folkförderpreis beim Tanz&FolkFest in Rudolstadt, Thüringen
- 1997: 2. Preis für Komposition beim Dutch Harp Festival in Vlissingen, Niederlande

## Diskografie
- Clairseach. Butlers Records, 1988
- New Light. Wundertüte, 1990
- Moka Efti Moka Efti. Butlers Records, 1992
- Sampler (mit Trio Modal): Deutscher Folkförderpreis 1995. Profolk, 1995
- Moka Efti Pangaea. Minotaurus, 1996
- Wege. Thein, 1998
- Sampler: The Art of Harp Vol. III & IV. Shamrock, 1999
- Happy Baby. Perleberg-Verlag, 2000
- Celtic Air. Perleberg-Verlag, 2001
- Feng Shui. Perleberg-Verlag, 2002
- Weihnachten. Perleberg-Verlag, 2002
- Stille Wasser. Gol-Musikverlag, 2007
- Clàrsach. CRIHC, 2010[1]